# Copenhagen Accord
Der Copenhagen Accord (engl.: Übereinkunft von Kopenhagen) ist das zentrale Abschlussdokument (Decision 2/CP.15) der UN-Klimakonferenz in Kopenhagen 2009. Dieser Text wurde jedoch von den Konferenzteilnehmern nur zur Kenntnis genommen, aber nicht verabschiedet und ist somit rechtlich nicht verbindlich. Er kann aber von allen Mitgliedsstaaten der Klimarahmenkonvention unterzeichnet werden.
Mangels einer verbindlichen Fortsetzung des Kyoto-Protokolls ist der Post-Kyoto-Prozess mit diesem Ausgang der Konferenz in Kopenhagen als gescheitert zu betrachten.

## Inhalt
Der Klimawandel wird als eine der größten Herausforderungen unserer Zeit anerkannt und muss dringend bekämpft werden. Die wissenschaftlichen Erkenntnisse, dass eine „gefährliche anthropogene Störung des Klimasystems“ nur verhindert werden kann, wenn die Erderwärmung auf weniger als 2 Grad Celsius begrenzt wird (Ziel der Klimarahmenkonvention), wird anerkannt. Aufgrund der gefährlichen Auswirkungen des Klimawandels wird auch betont, dass es für besonders betroffene Staaten umfassende Anpassungsprogramme mit internationaler Unterstützung geben muss.
Um den Klimawandel auf weniger als 2 Grad Celsius zu begrenzen, sind „tiefe Einschnitte“ in die globalen Emissionen von Treibhausgasen nötig; verbindliche Ziele zur Reduktion der Emission von Treibhausgasen gibt es im Copenhagen Accord aber nicht. Der Höhepunkt der Emissionen soll aber „so bald wie möglich“ erreicht werden; es wird anerkannt, dass dieses in Entwicklungsländern, in denen die soziale und ökonomische Entwicklung im Vordergrund steht, erst später der Fall sein kann. Die Industriestaaten (Annex-I-Staaten) sollen bis Ende Januar 2010 ihre jeweiligen Reduktionsziele bis zum Jahr 2020 in einen Anhang I eintragen; die Einhaltung dieser Selbstverpflichtungen soll ebenso wie die finanzielle Unterstützung von armen Ländern den Richtlinien der Vertragsstaatenkonferenz entsprechend international überwacht werden. Die Nicht-Industriestaaten sollen, ebenfalls bis Ende Januar 2010, ihre Aktivitäten zur Verringerung der Erderwärmung in einem Anhang II einzutragen, der alle zwei Jahre aktualisiert wird. Sie können die Einhaltung selbst überwachen und müssen die Ergebnisse mitteilen; von den Industriestaaten finanzierte Maßnahmen werden aber wie die Maßnahmen der Industriestaaten international überwacht.
Die Anpassung an die Folgen des Klimawandels stellt für alle Länder eine Herausforderung dar, insbesondere besonders betroffene arme Entwicklungsländer, kleine Inseln und Afrika brauchen dabei verstärkte internationale Unterstützung. Die Staaten sind sich einig, dass hierfür angemessene, zuverlässige und dauerhafte Finanzhilfe geleistet werden muss. Für die Maßnahmen zur Bekämpfung des Klimawandels – zu denen ausdrücklich auch der Schutz der Wälder gehört – und für die Anpassung an die Folgen des Klimawandels in armen Ländern stehen im Zeitraum 2010 bis 2012 30 Milliarden US-$ zur Verfügung, diese Summe steigt bis 2020 auf 100 Milliarden US-$ pro Jahr. Das Geld soll weitgehend über einen neu zu gründenden „Green Climate Fund“ verteilt werden.
Die Umsetzung dieser Vereinbarung soll im Jahr 2015[veraltet] überprüft werden; dann soll auch geprüft werden, ob das langfristige Ziel der Begrenzung der Erderwärmung auf 1,5 Grad Celsius abgesenkt werden muss.

## Unterzeichnerstaaten
Folgende Staaten haben den Copenhagen Accord vor der Veröffentlichung des Konferenzprotokolls unterzeichnet und sind daher im Copenhagen Accord als Unterstützer aufgeführt: Albanien, Algerien, Armenien, Äthiopien, Australien, Bahamas, Bangladesch, Belgien, Benin, Bhutan, Bosnien und Herzegowina, Botswana, Brasilien, Bulgarien, Burkina Faso, Chile, die Volksrepublik China, Costa Rica, Dänemark, Demokratische Republik Kongo, Deutschland, Dschibuti, Elfenbeinküste, Eritrea, Estland, Eswatini (ehemals Swasiland), Europäische Union, Fidschi, Finnland, Frankreich, Gabun, Georgien, Ghana, Griechenland, Guatemala, Guinea, Guyana, Island, Indien, Indonesien, Irland, Israel, Italien, Japan, Jordanien, Kambodscha, Kanada, Kasachstan, Kiribati, Kolumbien, Kongo, Kroatien, Laos, Lesotho, Lettland, Liechtenstein, Litauen, Luxemburg, Madagaskar, Malawi, Malediven, Mali, Malta, Marokko, Marshallinseln, Mauretanien, Mazedonien, Mexiko, Moldawien, Monaco, Mongolei, Montenegro, Namibia, Nepal, Neuseeland, Niederlande, Norwegen, Österreich, Palau, Panama, Papua-Neuguinea, Peru, Polen, Portugal, Ruanda, Rumänien, Russland, Sambia, Samoa, San Marino, Schweden, Schweiz, Senegal, Serbien, Sierra Leone, Singapur, Slowakei, Slowenien, Spanien, Südafrika, Südkorea, Tansania, Tonga, Trinidad und Tobago, Tschechische Republik, Tunesien, Ungarn, Vereinigte Arabische Emirate, Vereinigte Staaten von Amerika, Vereinigtes Königreich Großbritannien und Nordirland, Uruguay, Belarus, Zentralafrikanische Republik, Zypern.
Seit der Veröffentlichung des Accord haben folgende Staaten den Wunsch geäußert, in die Liste der Unterzeichnerstaaten aufgenommen zu werden: Afghanistan, Angola, Antigua und Barbuda, Barbados, Belize, Brunei, Burundi, Kamerun, Kap Verde, Tschad, Grande Comore, Gambia, Guinea-Bissau, Honduras, Jamaika, Kenia, Liberia, Mauritius, Mosambik, Nigeria, Saint Lucia, Tadschikistan, Osttimor, Togo, Uganda, Ukraine, Vietnam.
Insgesamt ergibt das 141 unterstützende Staaten.

## Kritik
Der Copenhagen Accord ist nur eine politische Abschlusserklärung, die von der Klimakonferenz lediglich „zur Kenntnis genommen“ wurde, aber nicht formell verabschiedet wurde. Dies lag insbesondere am Protest einiger vom Klimawandel besonders betroffener Entwicklungsländer wie Tuvalu, Bolivien und dem Sudan, die ihre Interessen als nicht ausreichend berücksichtigt ansahen. Klimaforscher wie Hans Joachim Schellnhuber vom Potsdam-Institut für Klimafolgenforschung (PIK) schätzen, dass die bisher vorliegenden Selbstverpflichtungen zu einer Temperaturerhöhung von 3,5 Grad Celsius führen würden. Auch die Umweltorganisation Germanwatch teilt diese Einschätzung, bemängelt das Fehlen einer Garantie, dass die Finanzzusagen nicht durch eine Umetikettierung von Geldern zur Armutsbekämpfung erfüllt werden sowie das Fehlen einer Frist zur Verabschiedung eines rechtsverbindlichen Vertrages. Der Vorsitzende des IPCC, Rajendra Pachauri, sieht die Anerkennung des 2-Grad-Zieles und die internationale Überwachung der Selbstverpflichtungen als Fortschritte an; kritisiert jedoch das Fehlen konkreter Zahlen zur Emissionsminderung. Eine konkrete Vereinbarung scheiterte für ihn vor allem daran, dass US-Präsident Barack Obama innenpolitische Rücksichten nehmen musste (sein Klimagesetz wurde zu dieser Zeit im Senat diskutiert, kam allerdings nie zur Abstimmung), und in China am kommenden Fünfjahresplan gearbeitet werde. Er hofft, dass es im nächsten Jahr, wenn beide Hindernisse beseitigt wären, zu einer rechtsverbindlichen Vereinbarung kommen könne.

## Diplomatische Manipulation durch die USA
Im Dezember 2010 erschien in The Guardian ein Artikel über Dokumente aus den Wikileaks Cables, die zeigen, dass die US-Regierung Politiker anderer Länder durch Spionage, Drohungen und bestimmte Zugeständnisse zum Unterzeichnen des Coppenhagen Accord drängen wollte. Ländern wie beispielsweise den Malediven wurden dabei Summen von bis zu 30 Milliarden Dollar angeboten, um eine Unterzeichnung zu erreichen.